# Мирослав Пенков
Мирослав Пенков е български и американски писател, автор на разкази.

## Биография и творчество
Роден е през 1982 година в Габрово. Завършва Първа английска езикова гимназия в София. На възраст 18 години се преселва в Съединените щати.
Следва в Университета на Арканзас, където получава бакалавърска степен по психология, а по-късно и магистърска по творческо писане.
Преподава творческо писане в Университета на Северен Тексас. Редактор на литературното списание „American Literary Review“.
Със свои разкази печели наградата BBC International Short Story Award 2012 и наградата Eudora Welty 2007. Публикува разкази в „A Public Space“, „One Story“, „Orion“, „The Sunday Times“, „Granta Online“, „The Southern Review“, а в България в „Зона-F“, „Пламък“, „Съвременник“, „Сега и антологиите „Точка на Пристигане“, „Чудни Хоризонти“, „Ласката на Мрака“.
Автор е на фантастичния сборник „Кървави луни“ (Камея, 2000).
Салман Рушди включва разказа му „Как купихме Ленин“ в антологията The Best American Short Stories 2008, а същият текст е включен и в сборника с разкази „Първите 20: Подбрани разкази от първие 20 години на XXI век" (2020) съставен от Александър Шпатов и издаден от Сиела. Разказът „На изток от Запада" е отличен в антологиите PEN/O Henry Prize Stories 2012 и The Best American Nonrequired Reading 2013.
Сборникът разкази „На изток от Запада“ е издаден в 11 страни. Финалист е за наградите 2012 William Saroyan International Prize for Writing и Steven Turner Award for First Fiction by the Texas Institute of Letters. През 2016 година издава на английски и български романа „Щъркелите и планината“.
По разказа на автора „Снимка с Юки“, част от сборника „На изток от Запада“, е направен едноименен игрален филм. Главните роли се играят от Руши Видинлиев и Кики Сугино. Режисьор на филма е Лъчезар Аврамов.